# Akropolis von Nimrud

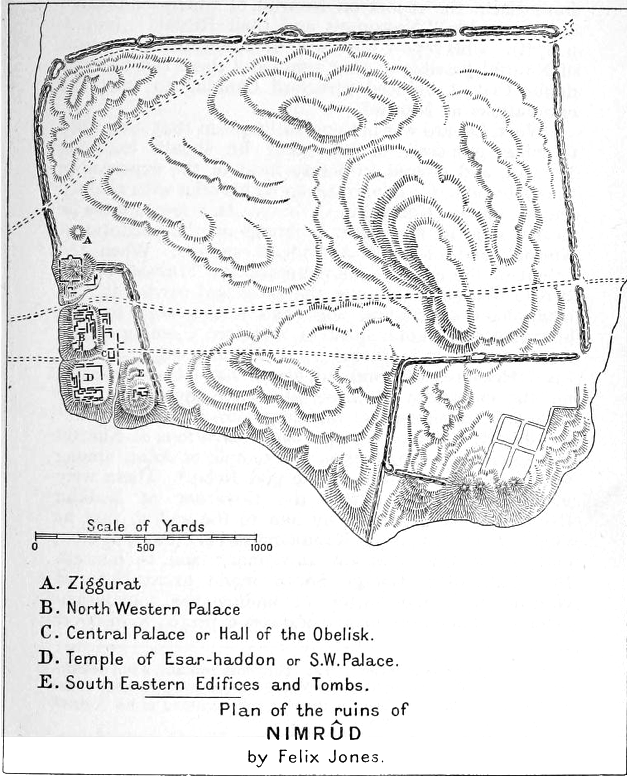
Lage der Akropolis in der antiken Stadt

Die Akropolis von Nimrud ist der Haupttell des archäologischen Fundortes Nimrud (assyrisch Kalḫu) im heutigen Irak. Auf ihm befanden sich die Repräsentativbauten des neuassyrischen Reiches, die von den Königen ab Aššur-nâṣir-apli II. errichtet wurden, nachdem dieser die Reichshauptstadt hierher verlegte. Bekannt sind diese jedoch vor allem in ihrem Aussehen aus der Zeit um das Jahr 612 v. Chr., als sie von den Medern und Babyloniern zerstört wurden. Ausgrabungen fanden hier insbesondere durch Austen Henry Layard und später Max Mallowan statt, die sich vor allem auf diese neuassyrischen Repräsentativbauten konzentrierten.
In der nordwestlichen Ecke der Akropolis befand sich eine Ninurta geweihte Zikkurat, die in Verbindung mit einem diesem Gott geweihten Tempel stand. Sie wurde von Aššur-nâṣir-apli II. errichtet, der auch andere Tempel errichten ließ, die allerdings nur noch schlecht erhalten sind. Südlich davon errichtete er seinen Nordwest-Palast. Südlich desselben errichtete Adad-nīrārī III. einen Palast sowie den sogenannten Gouverneurspalast, der vor allem als Verwaltungsgebäude diente. Ebenfalls von ihm stammt der Nabū-Tempel, den er zusammen mit seiner Mutter Šammuramat errichtete.
Der sogenannte zentrale Palast wurde von Tukulti-apil-Ešarra III. errichtet, der jedoch auch nur schlecht erhalten ist. Der „abgebrannte Palast“ erhielt sein endgültiges Aussehen unter dessen Nachnachfolger Šarru-kīn II. Dieses Gebäude diente vornehmlich als Verwaltungsgebäude, besaß auch einen Thronsaal, besaß jedoch nicht die für eine Nutzung als Residenz nötigen Nebenräume. Aššur-aḫḫe-iddina errichtete schließlich noch eine Residenz im Südwesten. Weitere Repräsentativbauten sind nur verhältnismäßig schlecht bekannt. Die gesamte Akropolis war von einer Mauer umfasst, außerhalb derer sich dann auch reguläre Wohnhäuser fanden.
Die Akropolis war bei ihrer Zerstörung großteils mit repräsentativen Gebäuden bebaut, wobei die Anlage insgesamt keinem festen Schema folgte. Zwischen ihnen lagen zahlreiche Plätze unterschiedlicher Form und Größe, das gesamte Areal war von einem auf Salmānu-ašarēd III. zurückgehenden Straßennetz durchzogen. Zugänglich war die Akropolis über zwei Rampen.